# Coelastrea palauensis
Espèce
Coelastrea palauensis est une espèce de coraux appartenant à la famille des Merulinidae.